# Émile Champion
Pour les articles homonymes, voir Champion (homonymie).
Émile Champion, né le 23 mars 1879 à Laval et mort le 4 août 1934 à Bordeaux, est un athlète français spécialiste des courses de fond. Il termine deuxième du marathon des Jeux olympiques d'été de 1900 à Paris derrière son compatriote Michel Théato. Il a été licencié au Racing Club de France.

## Palmarès
- Jeux olympiques d'été de 1900 à Paris :  Médaille d'argent du marathon.
  - 4e du 'National' de cross-country en 1899.